# دانشگاه نانکای

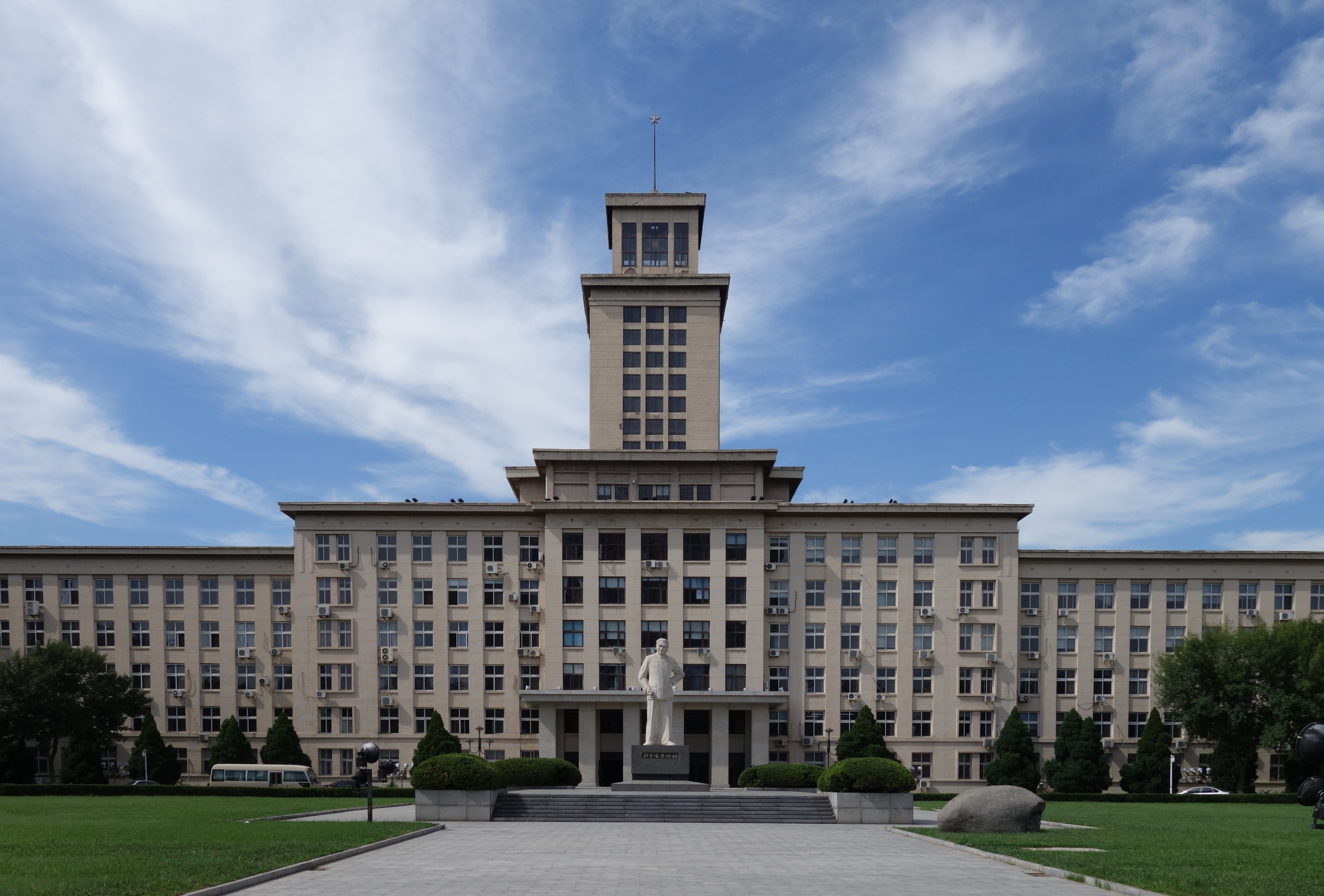

دانشگاه نانکای (NKU یا Nankai ; simplified Chinese) یک دانشگاه ملی تحقیقاتی دولتی است که در تیانجین چین واقع شده‌است. این یک دانشگاه توسط دولت مرکزی چین تأیید شده‌است و یکی از اعضای پروژه قبلی ۹۸۵ و پروژه ۲۱۱ گروه دانشگاه‌ها است. در سال ۱۹۱۹ توسط Yan Xiu و Zhang Boling تأسیس شد.
در ژوئیه ۱۹۳۷، در طول جنگ چین و ژاپن، دانشگاه نانکای به شدت توسط بمباران ژاپن آسیب دید. حدود دو سوم ساختمان‌های مدرسه از جمله کتابخانه آن که به عمد توسط ارتش امپراتوری ژاپن سوزانده شد، ویران شد. تعدادی از آثار باستانی مدرسه، از جمله زنگ دانشگاه، غارت و تا به امروز در موزه‌های ژاپن نگهداری می‌شود. در اوت ۱۹۳۷، در طول جنگ چین و ژاپن، دانشگاه نانکای، دانشگاه پکن و دانشگاه تسینگ‌هوا با هم متحد شدند و دانشگاه موقت چانگشا را تشکیل دادند که بعداً به کونمینگ منتقل شد و به دانشگاه ملی جنوب غربی تغییر نام داد. این دانشگاه بعداً به " دانشگاه ملی جنوب غربی وابسته " تغییر نام داد در سال ۱۹۴۶، پس از جنگ، نانکای به تیانجین بازگشت و توسط دولت به یک دانشگاه ملی تبدیل شد.